# Марокканец, седлающий коня
«Марокканец, седлающий коня» — картина французского художника Эжена Делакруа из собрания Государственного Эрмитажа.

## Сюжет картины
На кратине изображен взрослый мужчина-марокканец в светлой одежде и белой чалме, осёдлывающий своего коня на фоне холмистого пейзажа. Рядом с мужчиной на земле лежит сабля в ножнах на перевязи. Слева на заднем плане виден силуэт удаляющегося всадника в темном халате. Справа внизу стоит подпись художника и дата: Eug. Delacroix 1855.
Картина построена на традиционных для Делакруа контрастах: сине-голубое небо с светло- и тёмно-серыми облаками создают грозовое настроение, все это резко контрастирует с тёмно-зелеными далёкими холмами дальнего плана. Светло-жёлтый короткий халат главного персонажа находится в контрасте с красной попоной, расправляемой мужчиной на коне. Всё это в комплексе превращает казалось бы обыденный сюжет в полную динамики и экспрессии сцену.
Главный научный сотрудник Отдела западноевропейского изобразительного искусства Государственного Эрмитажа, доктор искусствоведения А. Г. Костеневич в своём очерке французского искусства XIX — начала XX века отмечал, описывая картину:

Какая-то необузданная грация ощущается в картине «Марокканец, седлающий коня». Как будто малозначительный и чисто бытовой момент — седлание коня — преисполняется редкой значительности и поднимается до высоты торжественного акта. Между арабом и лошадью, чуткой, легко воспламеняющейся, — этим истинно романтическим созданием — словно идёт диалог.

## Провенанс

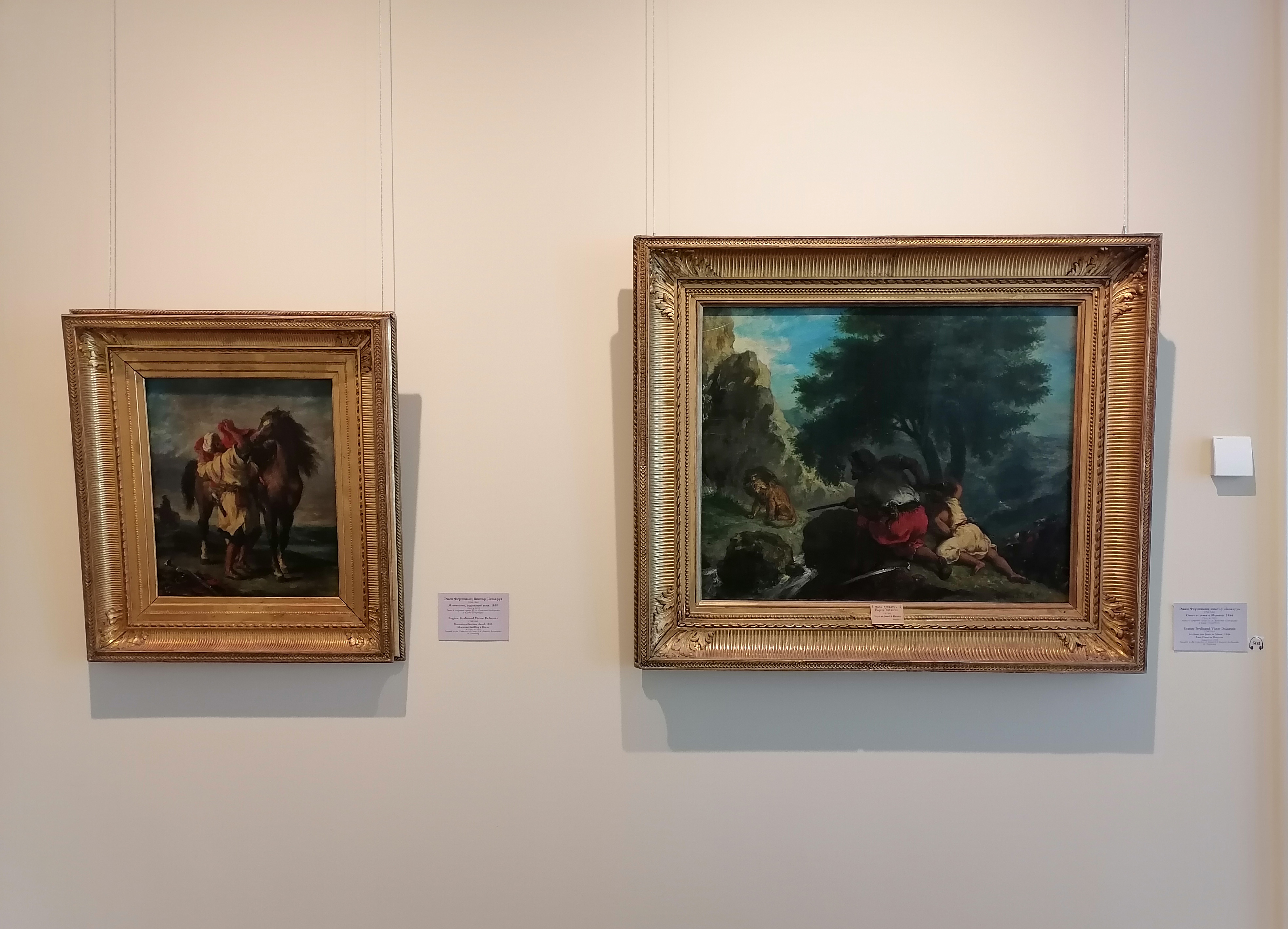
«Марокканец, седлающий коня» (слева) и «Охота на львов в Марокко» (справа) в зале 308 здания Главного шатаба

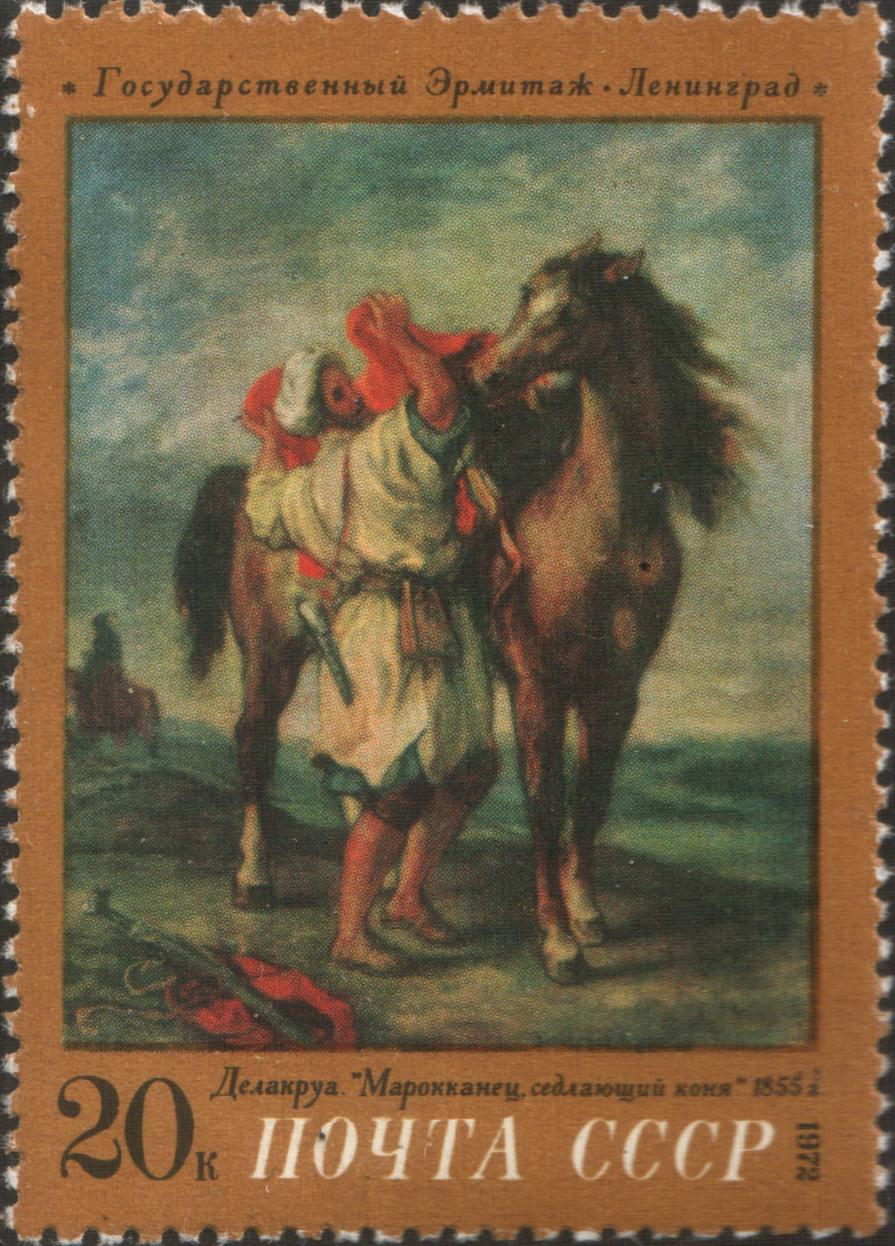
«Марокканец, седлающий коня» на почтовой марке СССР

Картина написана в 1855 году, хотя замысел её относится, вероятно, ещё к 1820-м годам. Почти сразу после написания картину приобрёл граф Н. А. Кушелев-Безбородко. После его смерти в 1862 году картина, как и все произведения из его собрания, по завещанию была передана в Музей Академии художеств и вошла там в состав особой Кушелевской галереи, причём в галерейном каталоге 1868 года числилась под названием «Турок, седляющий коня»; в первом научном каталоге-резоне произведений Делакруа, изданном в 1885 году Альфредом Робо, картина указана под своим нынешним названием «Марокканец, седлающий коня».
В 1922 году картина была передана в Государственный Эрмитаж и с конца 2014 года выставляется в здании Главного штаба в зале 308.
В 1972 году почтой СССР была выпущена почтовая марка номиналом 20 копеек с репродукцией картины (№ 4160 по каталогу ЦФА).

## Аналоги и повторения

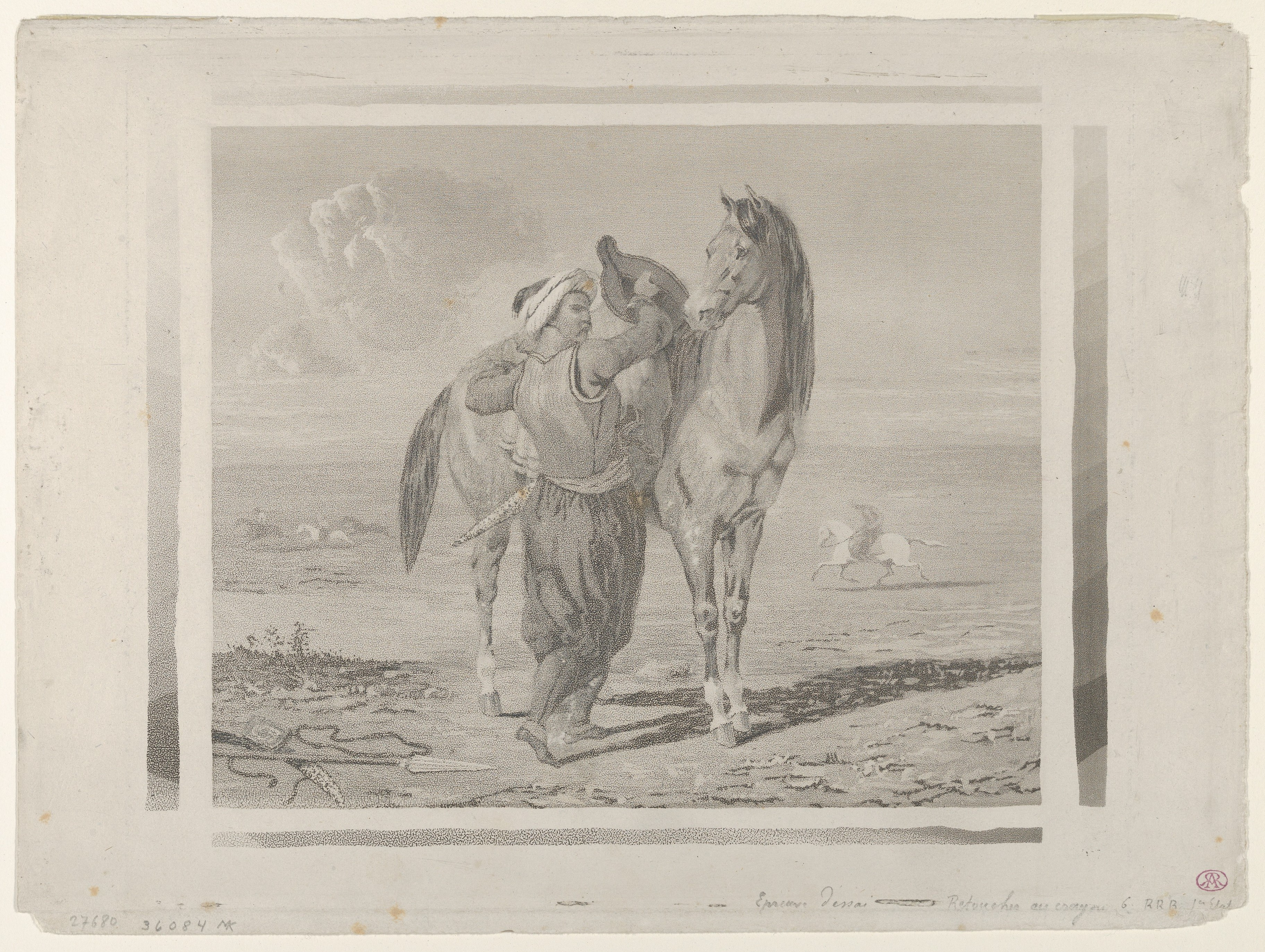
Э. Делакруа. «Турок, седлающий коня». 1824. Акватинта. Отпечаток из собрания Метрополитен-музея.

В 1824 году Делакруа исполнил акватинту (офорт) с весьма близкой композицией и сюжетом «Турок, седлающий коня», один из отпечатков которой находится в коллекции Метрополитен-музея (размер рисунка 26,5 × 20,8 см, общий размер листа 33,9 × 25 см).
В 1911 году в Париже в Отеле Друо на посмертной распродаже коллекции картин русского художника Ф. П. Чумакова была продана картина полностью совпадающая с Эрмитажной, с подписью Делакруа и датой 1850 год. С момента продажи картина более нигде не была замечена и есть большие сомнения в том, что она уцелела и не является подделкой. Если она является настоящей, то эрмитажная картина является повторением, однако настолько близкие повторения творчеству Делакруа не свойственны, он в даже весьма близких работах делал существенные изменения. По имеющейся репродукции картины в каталоге аукционного дома Hôtel Drouot заметно, что подпись художника имеет другое начертание, чем те подписи, которые считаются бесспорными. Ведущий сотрудник Эрмитажа и составитель научного каталога произведений французской живописи первой половины XIX века в коллекции Эрмитажа В. Н. Березина на этом основании выдвинула предположение, что эрмитажная картина была скопирована в Академии художеств, впоследствии копия снабжена фальшивыми датой и подписью и затем продана. Возможно, что новый владелец картины раскрыл подделку и уничтожил её.